# Línea 3 (EMT Madrid)
La línea 3 de la EMT de Madrid une la Puerta de Toledo con la Plaza de San Amaro (Tetuán), atravesando el centro de la ciudad.

## Características
Esta línea empezó con el recorrido Puerta de Toledo - Cuatro Caminos, ampliado hasta la Plaza de San Amaro (cabecera actual) en los años 80.[cita requerida]
La línea 3 coincide en la mayoría de su recorrido con líneas de Metro de Madrid, por lo que su índice de ocupación no es muy alto en los tramos coincidentes.

### Cambios desde 1980
Esta línea ha sufrido algunas modificaciones en su recorrido, generalmente debido a reordenaciones del tráfico en el centro de Madrid. Entre ellas cabe señalar que, en abril de 2006, con la peatonalización de las calles de Montera y Arenal, la línea cambió su recorrido en sentido Puerta de Toledo, con desvíos posteriores en octubre de 2009 en el mismo sentido por parte de los bulevares, la calle de San Bernardo y la Gran Vía, quedando hoy día muy separados ambos sentidos de circulación entre la Plaza de Alonso Martínez y la calle Bailén.
Además, con la peatonalización de la Red de San Luis, la línea modificó su recorrido en sentido Plaza de San Amaro en mayo de 2009 dejando de circular por la calle Caballero de Gracia y la Red de San Luis para hacerlo por la calle del Clavel y la Gran Vía.
Más tarde, en mayo de 2019 cambio el itinerario desde Álvarez de Castro/Eloy Gonzalo a Glorieta de Bilbao, para dejar de pasar por el túnel de Olavide y así poder renovar la flota de la línea. De Quevedo a Bilbao coincide en su ruta con las líneas 37 (que también modificó su recorrido) y 149. Para enlazar con la línea 21 hay que bajarse antes de la Glorieta de Bilbao y andar 50 m.
El 20 de agosto de 2020, modificó su recorrido de nuevo debido a la peatonalización de la Puerta del Sol: en lugar de subir desde Puerta de Toledo por Bailén, Mayor, Sol y la Carrera de San Jerónimo, circularía por la calle Bailén, Plaza España, y Gran Vía hasta la calle Hortaleza donde recupera su trayecto anterior.
El 15 de septiembre del 2020 la cabecera de la línea se desplazó a la Ronda de Segovia, siendo la anterior ocupada por la línea C03. El 22 de noviembre de 2021 su cabecera se vuelve a desplazar, esta vez, a la Gran Vía de San Francisco.

### Frecuencias
| Lunes a viernes laborables |               |
| De 6:00 a 8:00             | 10-15 minutos |
| De 8:00 a 21:00            | 7-11 minutos  |
| De 21:00 a 23:00           | 10-17 minutos |
| Sábados laborables         |               |
| De 6:00 a 10:00            | 12-25 minutos |
| De 10:00 a 20:00           | 11-13 minutos |
| De 20:00 a 23:00           | 13-18 minutos |
| Domingos y festivos        |               |
| De 7:00 a 9:00             | 13-26 minutos |
| De 9:00 a 19:00            | 12-15 minutos |
| De 19:00 a 23:00           | 15-25 minutos |

## Recorrido y paradas

### Sentido Plaza de San Amaro
La línea inicia su recorrido en la Plaza de la Puerta de Toledo desde la parada situada en la Gran Vía de San Francisco. Toma dicha vía, continuando por la calle Bailén.
Desde ahí, toma la cuesta de San Vicente hasta Plaza de España, donde toma la Gran Vía, que recorre entera. Al final de ésta, gira a la derecha hacia la calle Alcalá, y de nuevo a la derecha para tomar la calle Virgen de los Peligros, que recorre entera y luego su continuación, la calle Clavel, hasta volver a la Gran Vía, por la que sube en el otro sentido hasta llegar a la Red de San Luis.
Desde la Red de San Luis la línea se incorpora a la calle Hortaleza, que recorre en su totalidad, y de esta pasa a la Plaza de Santa Bárbara y la Plaza de Alonso Martínez, tomando la calle de Santa Engracia, que también recorre en su totalidad hasta llegar a la Glorieta de Cuatro Caminos.
Pasada la glorieta, se incorpora a la calle de Bravo Murillo, por la que circula hasta entrar en el barrio de Estrecho, girando al llegar al mismo a la derecha para incorporarse a la calle Ávila, que recorre hasta el final siguiendo por la Avenida del General Perón para girar poco después a la izquierda por la Avenida del Presidente Carmona, al final de la cual se encuentra la Plaza de San Amaro, donde tiene la línea su cabecera.
| Código | Parada                                       | Común con             | Conexiones con Metro y Cercanías | Otros |
| ------ | -------------------------------------------- | --------------------- | -------------------------------- | ----- |
| 5070   | PUERTA DE TOLEDO (Gran Vía de San Francisco) |                       | Puerta de Toledo                 |       |
| 1884   | Puerta de Toledo                             | 60 148 M3             | Puerta de Toledo                 |       |
| 1882   | La Paloma                                    | 60 148 M3             |                                  |       |
| 1880   | San Francisco el Grande                      | 148 M3                |                                  |       |
| 1878   | Las Vistillas                                | 148 M3                |                                  |       |
| 1876   | Palacio Real                                 | 148 M3                |                                  |       |
| 855    | Plaza de España                              | 25 39 46 75 148 158   | Plaza de España                  |       |
| 171    | Gran Vía-Plaza de España                     | 1 2 46 74 001         |                                  |       |
| 169    | Santo Domingo                                | 1 2 46 74 146 001     | Santo Domingo                    |       |
| 723    | Gran Vía-Callao                              | 1 2 46 74 146 001     | Callao                           |       |
| 724    | Gran Vía-Montera                             | 1 2 46 74 146 001     | Gran Vía Sol                     |       |
| 5138   | Gran Vía-Pedro Zerolo                        | 1 2 46 74 146 001 002 |                                  |       |
| 164    | Círculo de Bellas Artes                      | 1 2 46 74 146 001 002 |                                  |       |
| 4108   | Gran Vía-Pedro Zerolo                        | 46 002                |                                  |       |
| 5376   | Hortaleza                                    |                       |                                  |       |
| 278    | Chueca                                       |                       | Chueca                           |       |
| 5639   | Santa Bárbara                                |                       |                                  |       |
| 1865   | Alonso Martínez                              |                       | Alonso Martínez                  |       |
| 4675   | Santa Engracia-Caracas                       |                       |                                  |       |
| 1868   | Plaza Chamberí                               |                       |                                  |       |
| 1869   | Iglesia                                      | 37                    | Iglesia                          |       |
| 1870   | Santa Engracia-García de Paredes             | 37                    |                                  |       |
| 1397   | Santa Engracia-Bretón de los Herreros        | 37 149                |                                  |       |
| 1398   | Metro Ríos Rosas                             | 37 149                | Ríos Rosas                       |       |
| 1399   | Santa Engracia-María de Guzmán               | 37 45 149             |                                  |       |
| 1420   | Cuatro Caminos                               | 37 45 149             | Cuatro Caminos                   |       |
| 1568   | Alvarado                                     | 64 66 124 128         | Alvarado                         |       |
| 1569   | Teruel                                       | 64 66 124 128         |                                  |       |
| 1860   | Estrecho                                     | 43                    |                                  |       |
| 1861   | General Perón-Aviador Zorita                 | 43                    |                                  |       |
| 1855   | SAN AMARO (Av. Presidente Carmona, 12)       |                       |                                  |       |

### Sentido Puerta de Toledo
La línea inicia su recorrido en la Avenida del Presidente Carmona entrando a la Plaza de San Amaro, y sale de la misma por la calle General Cabrera. Al final de la misma gira a la izquierda por la calle de San Germán y finalizada esta gira de nuevo a la izquierda para incorporarse a la calle de Bravo Murillo.
Recorre la calle de Bravo Murillo pasando por la Glorieta de Cuatro Caminos hasta llegar a la intersección de esta con José Abascal, por la que se dirige para desviarse a la derecha poco después por la calle del General Álvarez de Castro.
La línea recorre esta calle y su prolongación hacia el sur, Trafalgar, en su totalidad y gira a la izquierda para tomar la calle Luchana hasta la Plaza de Chamberí. De nuevo aquí gira a la derecha y se incorpora a la calle de Santa Engracia.
Tras llegar por esta calle a la Plaza de Alonso Martínez, sale de esta por la calle Sagasta, que recorre entera, así como su continuación natural, la calle Carranza, al final de la cual llega a la Glorieta de Ruiz Jiménez. En esta glorieta toma la salida de la calle San Bernardo en dirección al centro, recorriendo la misma hasta la intersección con la Gran Vía, donde gira a la derecha para incorporarse a la misma, que recorre hasta el final en la Plaza de España. Desde la plaza toma la salida toma la Cuesta de San Vicente hasta Príncipe Pio.
De ahí circula por el Túnel de Bailén, calle Bailén, donde llegar hasta el principio de esta calle circulando por su continuación natural al sur, la Gran Vía de San Francisco. Al final de esta última, llega a la Puerta de Toledo, donde se acaba su recorrido.
| Código | Parada                                       | Común con                     | Conexiones con Metro y Cercanías | Otros |
| ------ | -------------------------------------------- | ----------------------------- | -------------------------------- | ----- |
| 1855   | SAN AMARO (Av. Presidente Carmona, 12)       |                               |                                  |       |
| 1856   | General Cabrera                              |                               |                                  |       |
| 1857   | Infanta Mercedes                             | 126                           |                                  |       |
| 1858   | Bravo Murillo-Lope de Haro                   | 66 124                        |                                  |       |
| 1859   | Estrecho                                     | 66 124                        | Estrecho                         |       |
| 1570   | Teruel                                       | 64 66 124 128                 |                                  |       |
| 1600   | Alvarado                                     | 64 66 124 128                 | Alvarado                         |       |
| 1419   | Cuatro Caminos                               | 45 149                        | Cuatro Caminos                   |       |
| 1382   | Bravo Murillo-Cristóbal Bordiú               | 37 149                        |                                  |       |
| 4496   | Juan Zorrilla                                | 37 149                        |                                  |       |
| 807    | Canal                                        | 12                            | Canal                            |       |
| 1862   | Glorieta Álvarez de Castro                   |                               |                                  |       |
| 1386   | Álvarez de Castro-Eloy Gonzalo               |                               |                                  |       |
| 538    | Quevedo (C/ Eloy Gonzalo, 5)                 | 16 61                         | Quevedo                          |       |
| 3379   | Quevedo (C/ Fuencarral, 149)                 | 37 149                        | Quevedo                          |       |
| 3377   | Fuencarral-Alburquerque                      | 37 149                        |                                  |       |
| 3375   | Fuencarral-Bilbao                            | 37 149                        | Bilbao                           |       |
| 3493   | Carranza                                     | 147                           | San Bernardo                     |       |
| 1772   | Metro San Bernardo                           | 147                           | San Bernardo                     |       |
| 1770   | San Bernardo-Dos de Mayo                     | 147                           |                                  |       |
| 1768   | Noviciado                                    | 147                           | Noviciado                        |       |
| 1766   | Santo Domingo                                | 147                           | Santo Domingo                    |       |
| 170    | Gran Vía-Plaza de España                     | 46 74 75 148                  | Plaza de España                  |       |
| 854    | Plaza de España                              | 25 39 46 74 75 138 148 158 C2 | Plaza de España                  |       |
| 1875   | Palacio Real                                 | 148                           |                                  |       |
| 1877   | Las Vistillas                                | 148                           |                                  |       |
| 1879   | San Francisco El Grande                      | 148 M3                        |                                  |       |
| 1881   | La Paloma                                    | 148 M3                        |                                  |       |
| 5070   | PUERTA DE TOLEDO (Gran Vía de San Francisco) |                               | Puerta de Toledo                 |       |

## Galería de imágenes

Mapa zonal de la estación de San Bernardo (Madrid) con los accesos al Metro y los recorridos de los autobuses de la EMT que pasan por ella, entre los que se encuentra la línea 3.
Mapa zonal de la estación de Iglesia con los accesos al Metro y Cercanías y los recorridos de los autobuses de la EMT que pasan por ella, entre los que se encuentra la línea 3.
Mapa zonal de la estación de Ríos Rosas con los accesos al Metro y Cercanías y los recorridos de los autobuses de la EMT que pasan por ella, entre los que se encuentra la línea 3.
Mapa zonal de la estación de Alonso Cano con los accesos al Metro y Cercanías y los recorridos de los autobuses de la EMT que pasan por ella, entre los que se encuentra la línea 3.
Mapa zonal de la estación de metro de Noviciado con los recorridos de las líneas de autobuses, entre las que aparece el 3.